# Xi Ling Shi
Xi Ling Shi (嫘祖 Leizu), o a volte Cangu (蠶姑 / 蚕姑, Cángū); XXVIII secolo a.C.) fu la moglie dell'Imperatore Giallo, leggendario sovrano della Cina e primo dei Cinque Di.
Vissuta nel XXVIII secolo a.C., viene onorata come "Signora dei bachi da seta" perché, secondo una leggenda, mentre si accertava dei danni subiti dai gelsi dell'imperatore, scoprì per prima fra i mortali che il baco produceva la seta, e diffuse il segreto fra il suo popolo, dando vita all'arte della sericoltura.